# 5. Räumbootsflottille
Die 5. Räumbootsflottille war ein Marineverband der deutschen Kriegsmarine im Zweiten Weltkrieg, der von August 1939 bis Ende 1945 bestand.

## Flottillengeschichte

### Aufstellung 1939
Die Flottille wurde im August 1939, kurz vor Kriegsbeginn, im Bereich Ostsee nach den Mobilisierungsplänen der Kriegsmarine mit zwölf kleinen Minenräumbooten des Typs Räumboot 1930–33 aus den Minenräum-Schulen aufgestellt. Dies waren die auf den Werften Lürssen in Vegesack und Abeking & Rasmussen in Lemwerder gebauten Boote R 1 und R 3–R 13. Sie waren 24,5–27,8 m lang und 4,38–4,50 m breit, hatten 1,12–1,58 m Tiefgang und verdrängten maximal zwischen 46 und 52,5 t. Der Antrieb bestand aus jeweils zwei 6-Zylinder-Viertakt-Dieselmotoren der Firmen Motorenwerke Mannheim (MWM) oder DWK mit zusammen 1428–1540 PS. Mit ihren zwei Voith-Schneider-Propellern erreichten die Boote Spitzengeschwindigkeiten von 16,5 bis 19,8 Knoten. Der Aktionsradius betrug 800 Seemeilen bei 13 Knoten Marschgeschwindigkeit. Die Boote waren anfangs lediglich mit jeweils einem 2-cm-Maschinengewehr L/65 C/30 bewaffnet und konnten bis zu zehn Minen mitführen; später wurden sie mit vier 2-cm MGs ausgestattet. Die Besatzung bestand aus 18 Mann.
Als Begleitschiff wurde der Flottille das zu diesem Zweck kurz zuvor umgebaute ehemalige Fischereischutzschiff Elbe zugewiesen. Erster Flottillenchef war Kapitänleutnant Walter Gemein.

### Einsatzgeschichte 1939–1941
Die Flottille unterstand zunächst unmittelbar dem Befehlshaber der Sicherung der Ostsee, danach ab Mitte September 1939 dem Führer der Minensuchboote Ost, und operierte bis zum Frühjahr 1940 in der Ostsee. Nach der deutschen Besetzung von Norwegen im April 1940 wurde die Flottille nach Nord-Norwegen verlegt, wo sie Geleit- und Sicherungsaufgaben erfüllte.

### Umrüstung 1941
Ab Mitte Mai 1941 wurde die Mehrzahl der bisherigen Boote der Flottille über französische Binnenwasserstraßen ins Mittelmeer überführt, wo sie fortan bei der 6. Räumbootsflottille dienten, und die 5. Flottille erhielt statt ihrer zwölf große Boote des Typs Räumboot 1936–42: R 53–R 64. Diese Boote der Klasse R 21, alle bei Abeking & Rasmussen gebaut und dort zwischen August 1940 und Januar 1941 vom Stapel gelaufen, waren erheblich größer als ihre Vorgänger. Mit 37,8 m Länge, 5,82 m Breite und 1,51 m Tiefgang hatten sie eine Wasserverdrängung von 135 t (maximal). Zwei 6-Zylinder-Viertakt-Dieselmotoren von MWM mit zusammen 1800 PS ermöglichten über zwei Voith-Schneider-Propeller eine Höchstgeschwindigkeit von 20 Knoten. Der Aktionsradius betrug 900 Seemeilen bei 15 Knoten Marschgeschwindigkeit. Die Bewaffnung bestand aus sechs 2-cm-Maschinengewehren L/65 C/30 und bis zu zehn Minen. Die Besatzung zählte 38 Mann.

### Einsatzgeschichte 1941–1945
Beim deutschen Angriff auf die Sowjetunion wurde die Flottille im Finnischen Meerbusen zum Minenlegen eingesetzt, verlegte dann aber bald wieder nach Nord-Norwegen, wo die Boote im Wechsel mit denen der 7. Räumbootsflottille Geleitaufgaben im Raum Hammerfest-Kirkenes-Petsamo durchführten.
Am Tage der deutschen Kapitulation (8. Mai 1945) befand sich die Flottille mit ihrem Begleitschiff in Ålesund, wo die Boote britische Kriegsbeute wurden.

### Nachkriegsdienst
Nach Kriegsende war die 5. Räumflottille Teil der 4. Minenräumdivision des Deutschen Minenräumdiensts („German Minesweeping Administration“ (GMSA)) in Norwegen. Nach der Auflösung der 4. Minenräumdivision wurden die verbliebenen Boote und das Begleitschiff Elbe im Dezember 1945 als Kriegsbeute an die Sowjetische Marine ausgeliefert. Die Elbe diente danach dort unter dem Namen Terek, bis sie 1962 abgewrackt wurde. Was aus den R-Booten wurde, ist nicht bekannt.

## Flottillenchefs
- Kapitänleutnant Walter Gemein: von August 1939 bis Juni 1940
- Kapitänleutnant Werner Dobberstein: von Juni 1940 bis Februar 1943
- Kapitänleutnant Franz Kleemann: von März 1943 bis Februar 1945
- Kapitänleutnant Hans Alexy: von Februar 1945 bis Kriegsende